# Wyatt Knight
Wyatt Knight (Nova Iorque, 20 de janeiro de 1955 – Maui, 25 de outubro de 2011) foi um ator americano, mais conhecido por interpretar Tommy Turner na trilogia Porky's.

## Carreira
Além de seu trabalho nos filmes Porkys, Knight fez aparições em vários programas de TV, incluindo The Waltons, M*A*S*H*, Profiler, Chicago Hope e Star Trek: The Next Generation. Sua última aparição na Tv foi no show Crafty.

## Morte
De acordo com a esposa de Knight, Silvina,  em uma entrevista dada ao site de notícias de entretenimento TheWrap, ele tinha feito um transplante de medula óssea devido a um Linfoma não Hodgkin em 2003. No entanto, o tratamento contra o câncer, incluindo intensa radiação, deixou, nas palavras de sua esposa "uma grande dor física e emocional".[carece de fontes?] Em 26 de outubro de 2011, o corpo de Wyatt Knight foi descoberto em uma área remota na ilha de Maui, Hawaii. Knight morava em Los Angeles, California mas recentemente residia em uma casa em Maui. De acordo com a Associated Press, o resultado da autópsia indicou que Knight se suicidou com um tiro na cabeça. In addition to his wife, Knight was survived by two children from a previous marriage.
Wyatt Knight era amigo dos atores Dan Monahan, Tony Ganios, Roger Wilson and Cyril O'Reilly que atuaram com ele em Porky's.[carece de fontes?]

## Ligações Externas
- Wyatt Knight. no IMDb.